# Donna come mai (J'ai besoin de toi, J'ai besoin de lui)/Quelli erano i giorni (Those Were the Days)
Donna come mai (J'ai besoin  de toi, j'ai besoin de lui)/Quelli erano i giorni (Those were the days) è un singolo di Orietta Berti pubblicato nel 1978 dalla casa discografica Polydor.

## Descrizione
Il brano Donna come mai è la cover italiana del brano francese J'ai besoin  de toi, j'ai besoin de lui, mentre il brano Quelli erano i giorni è la cover italiana del brano inglese Those were the days.

## Tracce
1. Donna come mai (J'ai besoin  de toi, j'ai besoin de lui)
2. Quelli erano i giorni (Those were the days)